# Месель Григорій
Ме́сель Григо́рій (англ. Harry Messel, 3 березня 1922—8 липня 2015) — канадський, потім австралійський фізик українського походження, професор фізики і голова фізичної школи університету міста Сідней (1952–1987). Кавалер ордена Британської імперії — 1979, кавалер ордена Австралії — 2006, нагороджений медаллю Австралійської академії наук — 2014.

## Життєпис
Один з шести дітей у родині українців Канади, провінція Манітоба. Закінчив Королівський університет Онтаріо та Дублінський інститут перспективних досліджень (Dublin Institute for Advanced Studies). Під час навчання в Дубліні познайомився та одружився із також студенткою Патрісією Пеграм.
Читав лекції з математичної фізики в Університеті Аделаїди (1951–1952). З 1952 року займався розвитком фізичного напряму в університеті, виховав багато науковців, 1954-го заснував Фонд ядерних досліджень — перший фонд в Британській Співдружності. Як керівник фонду, зібрав понад 130 мільйонів доларів від урядів світу, бізнесу та окремих людей, завдяки чому створено кілька дослідницьких шкіл міжнародного рівня.
Відіграв провідну роль у впровадженні комп'ютерів в Австралії — на початку 1950-х уряд країни ухвалив рішення закрити проєкт, а не замінити «CSIRAC». Протягом 1954—1956 років Месель збирав кошти та керував будівництвом «SILLIAC» в фізичній школі.
На початку 1950-х років займався проблемою низької якості освіти у австралійських вищих навчальних закладах. Протягом наступного десятиліття був відповідальним за дві ініціативи — Міжнародної наукової школи та інтегрування науки в навчальній програмі ВНЗ. Результатом кампанії професора Месселя стало впровадження з початку 1960-х років комплексної наукової навчальної програми до навчальної програми середніх шкіл. 1963 року інтегрована модель була введена в школах штату Новий Південний Уельс, після того у всіх австралійських штатах, згодом — в багатьох інших країнах, зокрема — Новій Зеландії та Великій Британії.
1987 року здобув ступінь магістра наук, 1992-го — почесний доктор наук (Honoris Causa). Після відходу 1987 року на пенсію продовжував підтримувати тісні зв'язки з Аделаїдським університетом. Помер у лікарні, де він видужував після операції.
На його честь названо лекційний зал на території кампусу та присуджують премію імені Меселя.